# Championnats du monde de semi-marathon 2022
Navigation
Championnats du monde 2020 Championnats du monde 2023
Les 25es championnats du monde de semi-marathon, prévus le 13 novembre 2022 à Yangzhou, en Chine, sont finalement annulés le 5 juillet 2022 en raison de la pandémie de Covid-19. En compensation, les Championnats du monde de course sur route — nouvel événement regroupant un 5 km et un semi-marathon, qui aura lieu pour la première fois en 2023 en Lettonie (30 septembre-1er octobre) — ont été attribués à Yangzhou pour l'édition 2027. 